# Relación transitiva

Ejemplo: Si a es mayor que b, y b es mayor que c, entonces, a es mayor que c.

Una relación binaria {\displaystyle R} sobre un conjunto {\displaystyle A} es transitiva cuando se cumple: siempre que un elemento se relaciona con otro y este último con un tercero, entonces el primero se relaciona con el tercero.
Esto es:
{\displaystyle \forall a,b,c\in A:\quad aRb\quad \land \quad bRc\longrightarrow \quad aRc}
Dado el conjunto A y una relación R, esta relación es transitiva si: a R b y b R c se cumple a R c.
La propiedad anterior se conoce como transitividad.

## Ejemplos
Así por ejemplo dado el conjunto N de los números naturales y la relación de orden "menor o igual que" vemos que es transitiva: 
{\displaystyle \forall a,b,c\in \mathbb {N} :\quad a\leq b\quad \land \quad b\leq c\longrightarrow \quad a\leq c}
Así, puesto que:
{\displaystyle 2,5,7\in \mathbb {N} :\quad 2\leq 5\quad \land \quad 5\leq 7\longrightarrow \quad 2\leq 7}
En general las relaciones de orden (ser menor, mayor, igual, menor o igual, mayor o igual) son transitivas. 
Tomando de nuevo el conjunto de los números naturales, y la relación divide a:
{\displaystyle \forall a,b,c\in \mathbb {N} :\quad a|b\quad \land \quad b|c\longrightarrow \quad a|c}
Para cualquiera de los números naturales a, b y c: si a divide a b y b divide a c entonces a divide a c
Dado que 3|12 (3 divide a 12) y 12|48 (12 divide a 48), la transitividad establece que 3|48 (3 divide a 48).
Sin embargo, no todas las relaciones binarias son transitivas. La relación "no es subconjunto" no es transitiva. 
Por ejemplo, si X = {1,2,3}, Y={2,3,4,5}, Z={1,2,3,4}. Entonces

Se cumple {\displaystyle X\not \subset Y} y {\displaystyle Y\not \subset Z} pero no se cumple {\displaystyle X\not \subset Z} puesto que {\displaystyle X} es subconjunto de {\displaystyle Z}.

Otro ejemplo de relación binaria que no es transitiva es "ser la mitad de": 5 es la mitad de 10 y 10 es la mitad de 20, pero 5 no es la mitad de 20.

## Representación
Una relación binaria se puede representar como pares ordenados, mediante una matriz de adyacencia o mediante un grafo. Para el caso de una relación transitiva, cada una de estas representaciones tiene características especiales:
- Como pares ordenados, {\displaystyle \forall a,b,c\in A,\ (a,b)\in R\land (b,c)\in R\;\Rightarrow \;(a,c)\in R}

- Como matriz de adyacencia {\displaystyle M}, la matriz es tal que {\displaystyle M\lor M^{2}=M.}

- Como grafo, cada vez que desde un nodo {\displaystyle v_{1}} se pueda llegar a otro {\displaystyle v_{3}}, pasando primero por un nodo intermedio {\displaystyle v_{2}}, entonces también existirá la arista {\displaystyle (v_{1},v_{3})}.